# Münsterdorfer Geestinsel

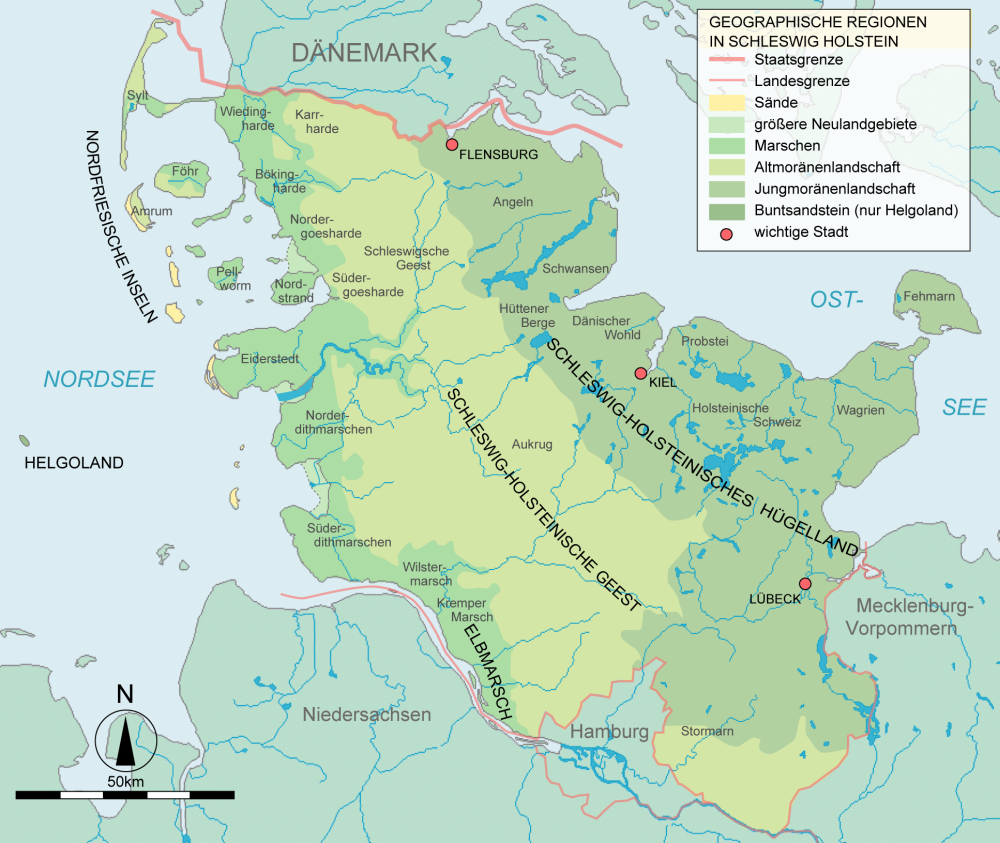
Landschaften in Schleswig-Holstein

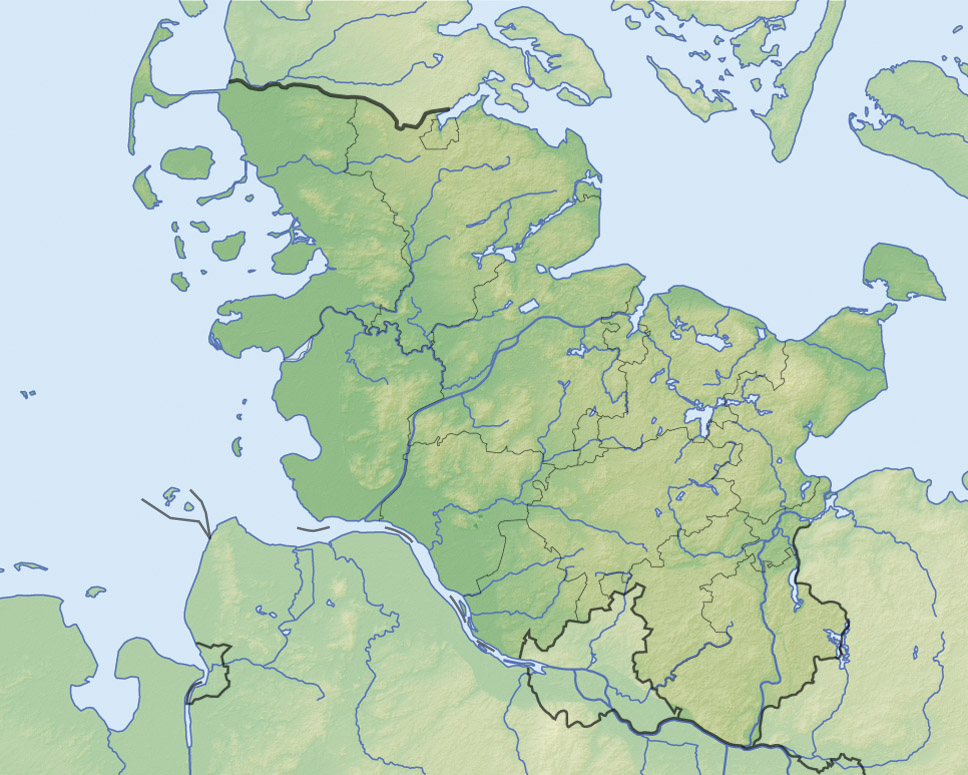
Schleswig-Holsteinisches Relief

Die Münsterdorfer Geestinsel ist eine zur Heide-Itzehoer Geest gehörige, bis zu 32 m hohe Geestinsel im Kreis Steinburg, die nach Norden und Westen durch Stör und Störmarsch begrenzt ist; im Süden liegt die Kremper Marsch.
Im Norden der Geestinsel befindet sich das Gebiet der Gemeinde Münsterdorf, nach der sie benannt ist. Hier befinden sich auch die Wellenberge. Im auf der Geestinsel gelegenen Breitenburger Ortsteil Nordoe befinden sich die Nordoer Heide sowie Binnendünen und auch der auf einem Hügel gelegene Tempel von Nordoe. Die „Binnendünen Nordoe“ sind seit März 2013 das 207. ausgewiesene Naturschutzgebiet in Schleswig-Holstein.
Durch ihre erhöhte Lage war die Geestinsel einer der Ausgangspunkte der Besiedlung der Kremper Marsch.

## Entstehung
Entstanden ist die Geestinsel – ähnlich wie der Segeberger Kalkberg – durch Hebung eines Salzstocks und der darüberliegenden Kreideformation. Neben dem Segeberger Kalkberg oder auch dem roten Felsen auf Helgoland ist die Münsterdorfer Geestinsel damit eine der wenigen Erhebungen in Schleswig-Holstein, die nicht durch die Eiszeiten verursacht wurde.

## Erdfälle
Auf dem Gebiet der Geestinsel kam und kommt es auch in jüngster Zeit zu Erdfällen. Der größte und bekannteste Erdfall ist die 14 bis 15 m tiefe Knickenkuhle (volksetymologisch ins Hochdeutsche verfälscht zu Kaninchenkuhle) im Forst zwischen Münsterdorf und Nordoe (Lage), deren Alter unbekannt ist und die als Naturdenkmal ausgewiesen wurde. Zu ihr gibt es auch eine regionale Sage. Bodenuntersuchungen ergaben, dass in etwa 45 m Tiefe Kalk zu finden ist.

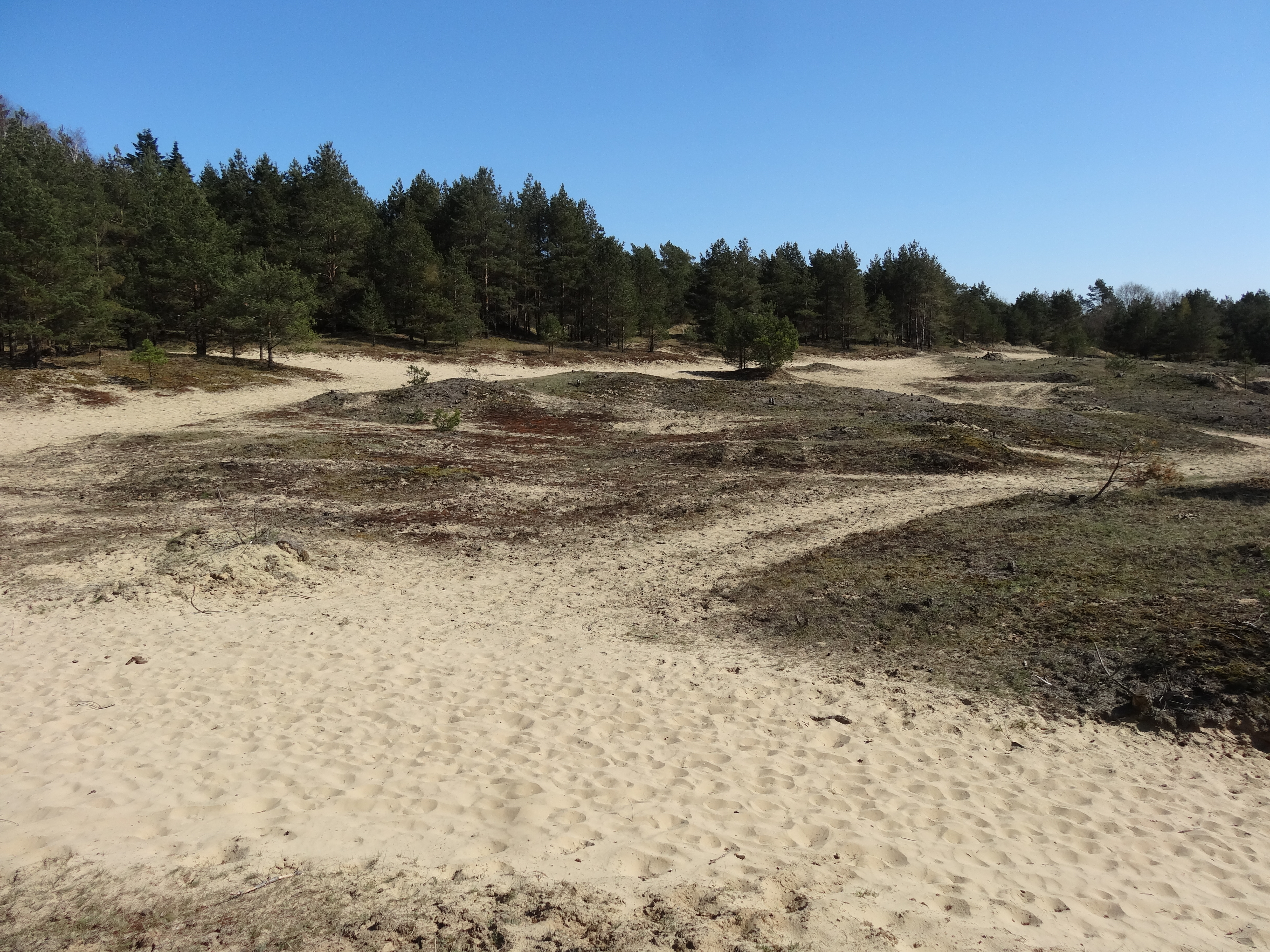
Binnendünen Nordoe
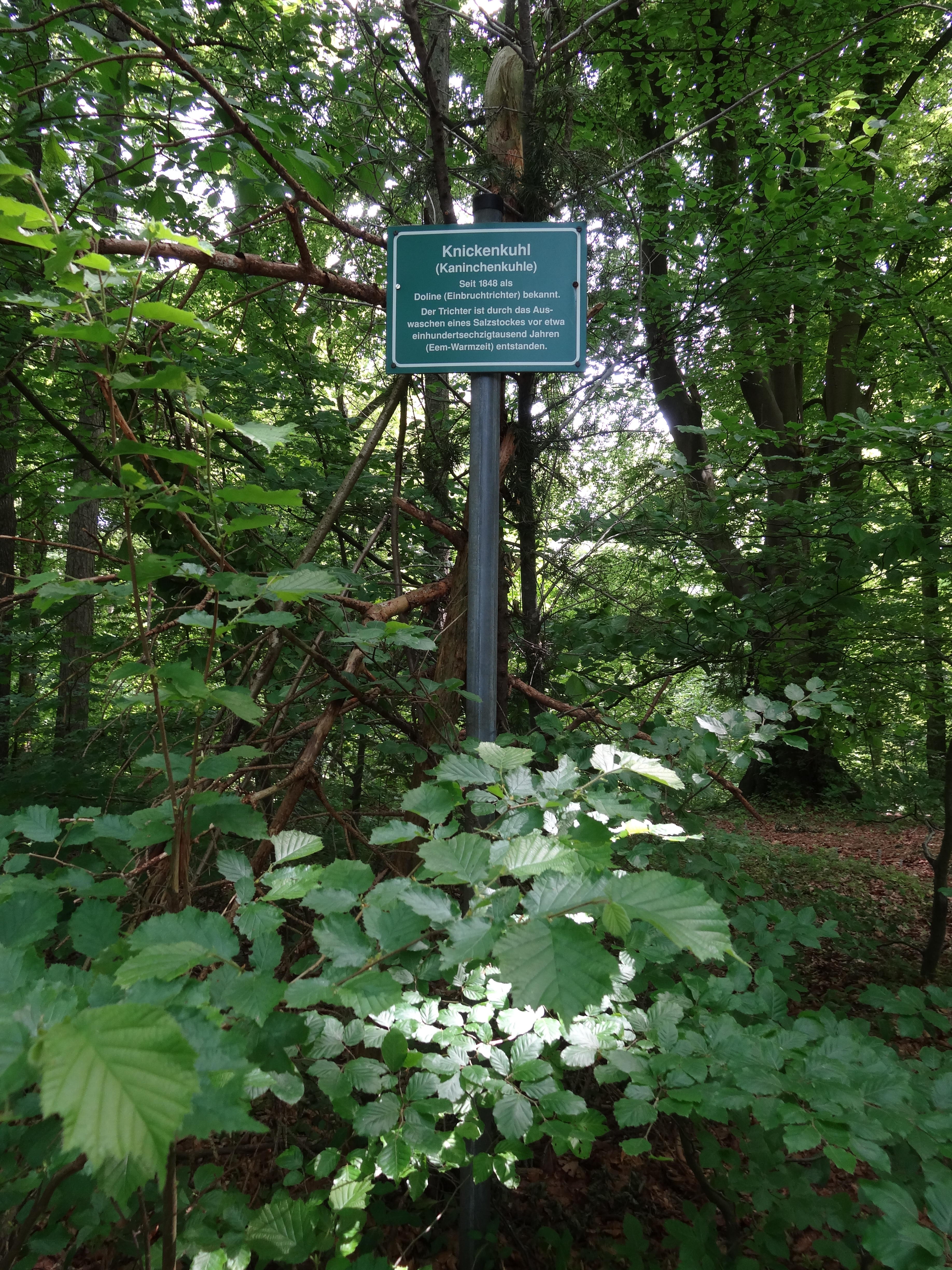
Hinweisschild neben der „Knickenkuhle“